# Ancy-Dornot
Ancy-Dornot ist eine französische Gemeinde im Département Moselle in der Region Grand Est. Sie gehört zum Kanton Les Coteaux de Moselle im Arrondissement Metz. Sie entstand als Commune nouvelle mit Wirkung vom 1. Januar 2016 durch ein Dekret vom 15. Dezember 2015, indem die bisherigen Gemeinden Ancy-sur-Moselle und Dornot zusammengelegt wurden.

## Gemeindegliederung
| Ortsteil                              | ehemaliger INSEE-Code | Fläche (km²) | Einwohnerzahl (2016) |
| ------------------------------------- | --------------------- | ------------ | -------------------- |
| Ancy-sur-Moselle (Verwaltungssitz)000 | 57021                 | 9,12         | 1398                 |
| Dornot                                | 57184                 | 1,13         | 0183                 |